# NGC 4500
NGC 4500是一个位于大熊座的棒旋星系，也是一个星暴星系，1789年4月17日由威廉·赫歇爾发现。NGC 4500距离地球约5000万秒差距。